# Scylla (Schiff, 1942)
Die HMS Scylla war ein britischer Leichter Kreuzer der Dido-Klasse während des Zweiten Weltkriegs.
Die Scylla wurde auf der Werft von Scotts Shipbuilding and Engineering in Greenock gebaut. Wie ihr Schwesterschiff Charybdis wurde die Scylla mit QF-4,5-inch-(113-mm)-Geschützen anstelle der klassentypischen QF-5,25-inch-(133-mm)-Geschütze ausgestattet, da es bei diesen Engpässe gab. Auf Grund ihres geschichtsträchtigen Namens und der nominell schwächeren Bewaffnung trugen die beiden Schiffe den Spitznamen „Zahnloser Schrecken“, obwohl sie sich im Bereich der Luftabwehr den restlichen Schiffen der Klasse überlegen zeigten.

## Einsätze
Nach der Indienststellung im Juni 1942 wurde die Scylla als Teil der Home Fleet mit dem Schutz von Konvois im Arktischen Ozean betraut.
Bereits am 15. Oktober 1942 wurde sie nach Gibraltar abkommandiert, wo sie im Folgemonat an den Landeoperationen in Nordafrika (Operation Torch) als Teil der östlichen Einsatzgruppe mit Ziel Algier teilnahm. Bereits im Dezember verließ sie das Mittelmeer, um sich in der Biskaya an der Jagd auf heimkehrende Blockadebrecher der Achsenmächte zu beteiligen. Am 1. Januar 1943 fing sie etwa 200 Seemeilen nordwestlich von Kap Finisterre den deutschen Blockadebrecher Rhakotis ab. Als die Scylla das Feuer eröffnete, versenkte die deutsche Besatzung ihr Schiff.
Im Februar nahm sie Begleitaufgaben bei einigen Nordmeergeleitzügen (Geleitzug JW 53) wahr, kehrte aber bereits im Juni in die Biskaya zurück, um Anti-U-Boot-Operationen zu schützen.
Im September 1943 war sie Teil der Trägergruppe, die die alliierte Landung bei Salerno (Operation Avalanche) unterstützte, kehrte aber unmittelbar danach nach Großbritannien zurück, um als Flaggschiff umgebaut zu werden. Die Umbaumaßnahmen dauerten bis in den April 1944. An den Landungsoperationen in der Normandie (Operation Neptune) nahm sie als Teil der östlichen Einsatzgruppe teil.
Am 23. Juni 1944 lief die Scylla auf eine Mine und wurde dabei so schwer beschädigt, dass sie als Totalverlust abgeschrieben wurde. Sie wurde nach Portsmouth geschleppt und im Zeitraum von 1948 bis 1950 bei den Schiffzielübungen verwendet. Ab dem 4. Mai 1950 wurde sie bei Thomas W. Ward Ltd in Barrow-in-Furness abgewrackt.